# Дема Вікторія Вячеславівна
Вікто́рія Вячесла́вівна Де́ма (6 листопада 2000) — українська тенісистка.

## Життєпис
Народилася 2000 року в місті Київ. Учасниця жіночих світових тенісних турів ITF.
2018 року виграла «J1 Villena» у жіночому парному розряді разом з Авеліною Сайфетдіновою. На літніх Юнацьких Олімпійських іграх дійшла до 1/8 фіналу в одиночному розряді, до чвертьфіналу в парному розряді з напарницею Маргаритою Білокінь. В міксті з Адріаном Ендрю вибула в першому раунді. На Вімблдоні дійшла до чвертьфіналу в юніорському одиночному розряді.